# Damtshaa Mine
Damtshaa Mine («Дамча» або «Дамтшаа», від сетсв. Damtshaa — «вода для черепахи») — алмазний рудник у Ботсвані компанії Debswana.

## Історія
Відкритий у 2002.

## Технологія розробки
Розробляють декілька невеликих кімберлітових трубок. На родовищі збагачують 43.6 млн т руди з середнім вмістом алмазів 0.126 кар./т, що відповідає 5.5 млн кар. алмазів. Продуктивність збагачувальної фабрики — 200 т/год. Ця потужність фабрики може бути подвоєна в 2005 р., що обумовить термін функціонування підприємства 19 років. У 2003 р. тут видобули близько 193 тис. кар. алмазів. Дамча — «сателітне» підприємство рудника Орапа, розширення якого завершено в 2000 році.